# Gizmo (DC Comics)
Gizmo es el nombre de dos personajes ficticios que aparecen en los cómics estadounidenses publicados por DC Comics. 
El personaje fue interpretado por Dov Tiefenbach en acción en vivo en la temporada 3 de la serie de HBO Max, Titanes.

## Historial de publicaciones
La versión de Mikron O'Jeneus de Gizmo apareció por primera vez en The New Teen Titans # 3 (enero de 1981) y fue creada por George Pérez and Marv Wolfman.

## Historia

### Mikron O'Jeneus
Un enano calvo que vuela en un paquete de jetpack, Gizmo es un inventor genio que puede convertir objetos inocuos como una aspiradora en armas peligrosas. Gizmo creó una empresa qué tecnología suministrada a varias personas, incluyendo delincuentes. Esperando aumentar su riqueza, Gizmo unió al Fearsome Five a través de un anuncio colocado en la Estrella de Bajos fondos, un subterráneo criminal newsletter, por el Doctor Luz.
Después de una serie de conflictos fallidos con los Jóvenes Titanes (y Superman en Adventures of Superman # 430), Gizmo se fue directo por un tiempo y tomó un trabajo en S.T.A.R. Labs, hasta que su excompañero de equipo de Fearsome Five Psimon, después de haber sido aparentemente asesinado por sus compañeros de equipo, resurgió en busca de venganza y redujo a Gizmo a un tamaño microscópico. Años más tarde, Gizmo encontró la manera de volver a su tamaño normal y retomó una vida delictiva, asociándose con su excompañero de equipo, Mammoth.
En una historia de Outsiders # 12-15 (julio-octubre de 2004), el frecuente archienemigo del Capitán Marvel, el Doctor Sivana, reunió a Gizmo y a los demás, y puso al equipo a trabajar para él en un plan para vender acciones de LexCorp al hacer que robaran sus cuentas de su edificio corporativo en Metrópolis, y luego reduciendo las existencias al matar a todas las personas en el edificio y destruir otras dos propiedades de Lexcorp. En el último de los dos, una fábrica de procesadores de microchip de la subsidiaria de Lexcorp, Kellacor, los Cinco se enfrentaron a los Outsiders. Después de escapar, los Cinco, criminalmente poco sofisticados, instaron a Sivana a tomar la instalación de misiles nucleares de Lexcorp cerca de Joshua Tree, California. Cuando Sivana se negó, Psimon afirmó que lo tomarían de todos modos, y en respuesta, Sivana mató a Gizmo con un rayo láser en la cabeza, y rompió relaciones con los cuatro restantes, advirtiéndoles que los mataría si alguna vez cruzaban su camino de nuevo. Sivana usó el dinero que ganó con el plan para comprar una isla tropical frente a la costa de Tailandia para usarla como su guarida, y los miembros restantes de los Cinco fueron derrotados en su plan de tomar la instalación y disparar un misil nuclear a Canadá.
Gizmo apareció en forma de no muerto, convocado por Hermano Sangre para evitar que los Jóvenes Titanes liberaran a Kid Eternity, en Teen Titans # 31 (2006). En Birds of Prey # 120-121 (2008), Gizmo fue reanimado por los genios de Macintech Research & Development, una empresa de tecnología ubicada en Platinum Flats. Se deshizo de su director ejecutivo y se ganó su puesto en Silicon Syndicate, un siniestro grupo de criminales de alta tecnología. Gizmo conservó la mayor parte de su función cerebral, pero aún le falta el ojo y está parcialmente descompuesto.

### O'Jeneus
En DC Special: Cyborg número 5 debutó un nuevo Gizmo que es el hijo del primer Gizmo. Se basa visualmente en el Gizmo animado. Después de graduarse de la villanía Academia H.I.V.E., el diminuto adolescente siguió los pasos de su padre y se convirtió en el segundo Gizmo, un súper ladrón de alta tecnología. Lucha contra Cyborg como miembro del "Cyborg Revenge Squad" del Sr. Orr.

### The New 52
En la línea de tiempo The New 52, una versión de Gizmo aparece por primera vez como miembro de los Fearsome Five. El grupo aparece con la Sociedad Secreta, que está aliada con el Sindicato del Crimen. Es enviado con los otros miembros de los Fearsome Five, junto con el Doctor Psycho y Héctor Hammond, en una misión en la que es derrotado por Cyborg y los Hombres de Metal.

### DC Rebirth
En DC Rebirth, Gizmo apareció como parte de los Fearsome Five.
Otro que usa el nombre, Brendan Li, conocido como Giz, es amigo de Nightwing. Él es un ex villano, saliendo con Mouse, que es una ex aprendiz de Catwoman. Asiste al centro comunitario en Bludhaven dirigido por Defacer y Jimmy Nice, como parte del grupo de apoyo de Nightwing. Es asesinado haciendo un favor a Nightwing al intentar piratear un guante de Spyral, que activa las defensas y lo electrocuta.

## Poderes y habilidades
Gizmo es capaz de crear un armamento increíble al transformar una máquina en otra. En sus pequeñas manos utilizando tecnología de vanguardia, algo como una aspiradora común puede convertirse fácilmente en un tanque imparable y mortal.

## En otros medios

### Televisión
- En Teen Titans, Gizmo es un villano recurrente de la Academia H.I.V.E.. Fue interpretado por Lauren Tom en apariciones anteriores y por Tara Strong en los episodios "Revved Up" y "Titans Together".[6]Esta versión de Gizmo, aunque todavía es corta y calva, es un niño con problemas para crear ego. Se considera a sí mismo el rival de Cyborg debido a su conocimiento compartido en tecnología.
- Gizmo aparece en Teen Titans Go!, con Lauren Tom repitiendo su papel de voz.[6]Una mordaza corriente en la serie es que muchos personajes lo describen como mucho más joven de lo que realmente es debido a su diminuta estatura y apariencia juvenil, para su disgusto.
- Gizmo aparece en el episodio de Titanes, "Barbara Gordon", interpretado por Dov Tiefenbach.

### Videojuegos
- Gizmo aparece como un jefe en el videojuego de 2005 Teen Titans y el videojuego de 2006 Teen Titans, con la voz de Lauren Tom.[6]
- Gizmo aparece en DC Universe Online como parte del contenido descargable de "Sons of Trigon" , con la voz de Michael Wollner.
- La encarnación de Gizmo de Mikron O'Jeneus aparece en Scribblenauts Unmasked: A DC Comics Adventure.[7]
- Gizmo aparece como un personaje jugable en Lego DC Super-Villains, nuevamente con la voz de Lauren Tom.[8]
- Gizmo aparecerá en el videojuego Suicide Squad: Kill the Justice League, con la voz de Rick Pasqualone.[9]Esta versión es un experto en transporte y miembro secundario del Escuadrón Suicida.

### Misceláneas
La encarnación de Gizmo en Teen Titans (2003) aparece en Teen Titans Go! (2004) como miembro fundador de los Fearsome Five.